# Angus Brown
Angus „Gus“ Brown ist ein australischer Theater- und Filmschauspieler sowie Stand-up-Komiker.

## Leben
Brown wuchs im südöstlichen Bundesstaat Victoria auf. Ab seinem zehnten Lebensjahr begann er laut eigenen Aussagen mit dem Schauspiel. Er wirkte als Theaterschauspieler Mitte der 2000er Jahre an einer Reihe von Bühnenstücken mit. Später spezialisierte er sich auf das Filmschauspiel. Er ist seit dem 17. November 2007 mit Jessikah Brown verheiratet. Die beiden sind selbstständig mit der Produktionsfirma Mockingbird Orange.
2004 debütierte er in dem Spielfilm Yam. Er übernahm Episodenrollen in den Fernsehserien Rush, Cheese on Toast und Phrankurtville. Größere Rollen in Spielfilmen übernahm er 2010 in Swing It! und 2013 in Paladin –  Die Krone des Königs. Brown ist außerdem als Komiker tätig und bereiste bereits mit mehreren Touren ganz Australien.

## Filmografie
- 2004: Yam
- 2006: Tardisodes (Mini-Serie, Episode 1x12)
- 2010: Rush (Fernsehserie, Episode 3x11)
- 2010: Swing It!
- 2011: The Power of Three
- 2013: Cheese on Toast (Fernsehserie, Episode 1x01)
- 2013: Paladin –  Die Krone des Königs (The Crown and the Dragon)
- 2014: S H O E V I L L E (Kurzfilm)
- 2015: The Dream Children
- 2017: Phrankurtville (Fernsehserie, Episode 1x01)

## Theater (Auswahl)
- 2003: The White Rose, Regie: Peter Fitzpatrick
- 2004: Medea, Regie: Richard Lawton (Monash University)
- 2006: Antigone, Regie: Peter Oyston (Monash University)
- 2006: Square Eyes, Regie: Madeline Blackwell (Monash University)
- 2006: The Process, Regie: Peter Houghton (Monash/Malthouse Theatre)
- 2006: Keys to the Mystic Halls of Time, Regie: Kellie Bray (Short and Sweet Festival)
- 2006: Spring Session, Regie: Yvonne Virsk (Short and Sweet Festival)
- 2007: Uncontrolable Performance Art Moments, Regie: Julia Greenham (Short and Sweet Festival)
- 2007: unAustralian, Regie: Danny Delahunty (Short and Sweet Festival)